# كندا السفلى
مقاطعة كندا السفلى (بالفرنسية: province du Bas-Canada)‏ كانت مستعمرة بريطانية على نهر سانت لورانس السفلي وشواطئ خليج سانت لورنس (1791-1841). غطت الجزء الجنوبي من مقاطعة كيبيك الحالية ومنطقة لابرادور في مقاطعة نيوفاوندلاند ولابرادور الحالية (حتى تم نقل منطقة لابرادور إلى نيوفاوندلاند في عام 1809).
تألفت كندا السفلى من جزء من المستعمرة الكندية السابقة لفرنسا الجديدة ، التي احتلتها بريطانيا العظمى في حرب السنوات السبع التي انتهت عام 1763 (تسمى أيضًا الحرب الفرنسية والهندية في الولايات المتحدة). أصبحت الأجزاء الأخرى من فرنسا الجديدة التي احتلتها بريطانيا مستعمرات نوفا سكوشا ونيوبرونزويك وجزيرة الأمير إدوارد.
تم إنشاء مقاطعة كندا السفلى بموجب القانون الدستوري 1791 من تقسيم المستعمرة البريطانية لمقاطعة كيبيك (1763-1791) إلى مقاطعة كندا السفلى ومقاطعة كندا العليا . تشير البادئة «الأدنى» في اسمها إلى موقعها الجغرافي بعيدًا عن النهر من منابع نهر سانت لورانس عن كندا العليا المعاصرة، جنوب أونتاريو الحالية.
ألغيت كندا السفلى في عام 1841 عندما اتحدت كندا العليا المجاورة في مقاطعة كندا.

## تمرد
مثل كندا العليا، كانت هناك اضطرابات سياسية كبيرة. بعد اثنين وعشرين عامًا من الغزو من قبل الأمريكيين في حرب 1812، تحدى تمرد الآن الحكم البريطاني للسكان الفرنسيين. بعد تمرد باتريوت في التمردات من 1837-1838 وقد قت مناثناءبل الجيش البريطاني ولاء المتطوعين، ودستور 1791 علقت على 27 مارس 1838 و مجلس خاص عين لإدارة مستعمرة. سرعان ما تم إحباط محاولة فاشلة من قبل الثوري روبرت نيلسون لإعلان جمهورية كندا السفلى.

تم دمج مقاطعات كندا السفلى وكندا العليا باسم مقاطعة كندا المتحدة في عام 1841، عندما دخل قانون الاتحاد لعام 1840 حيز التنفيذ. تم دمج مجالسهم التشريعية المنفصلة في برلمان واحد مع تمثيل متساو لكلا الجزأين المكونين، على الرغم من أن كندا السفلى كان بها عدد أكبر من السكان.

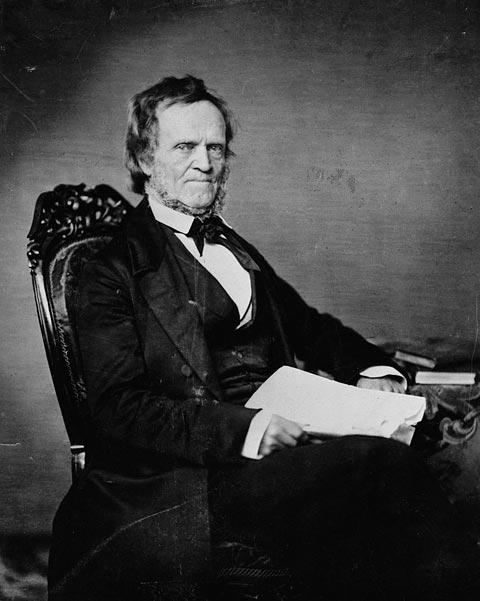
وليام ليون ماكنزي، زعيم التمرد في كندا العليا
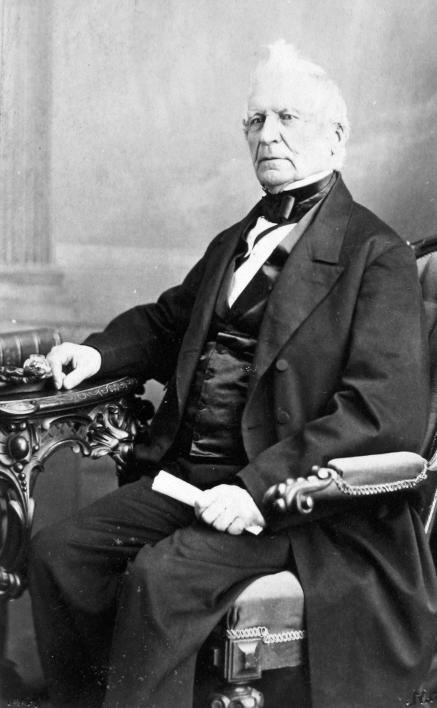
لويس جوزيف بابينو  [لغات أخرى]‏، زعيم التمرد في كندا السفلى

## دستور

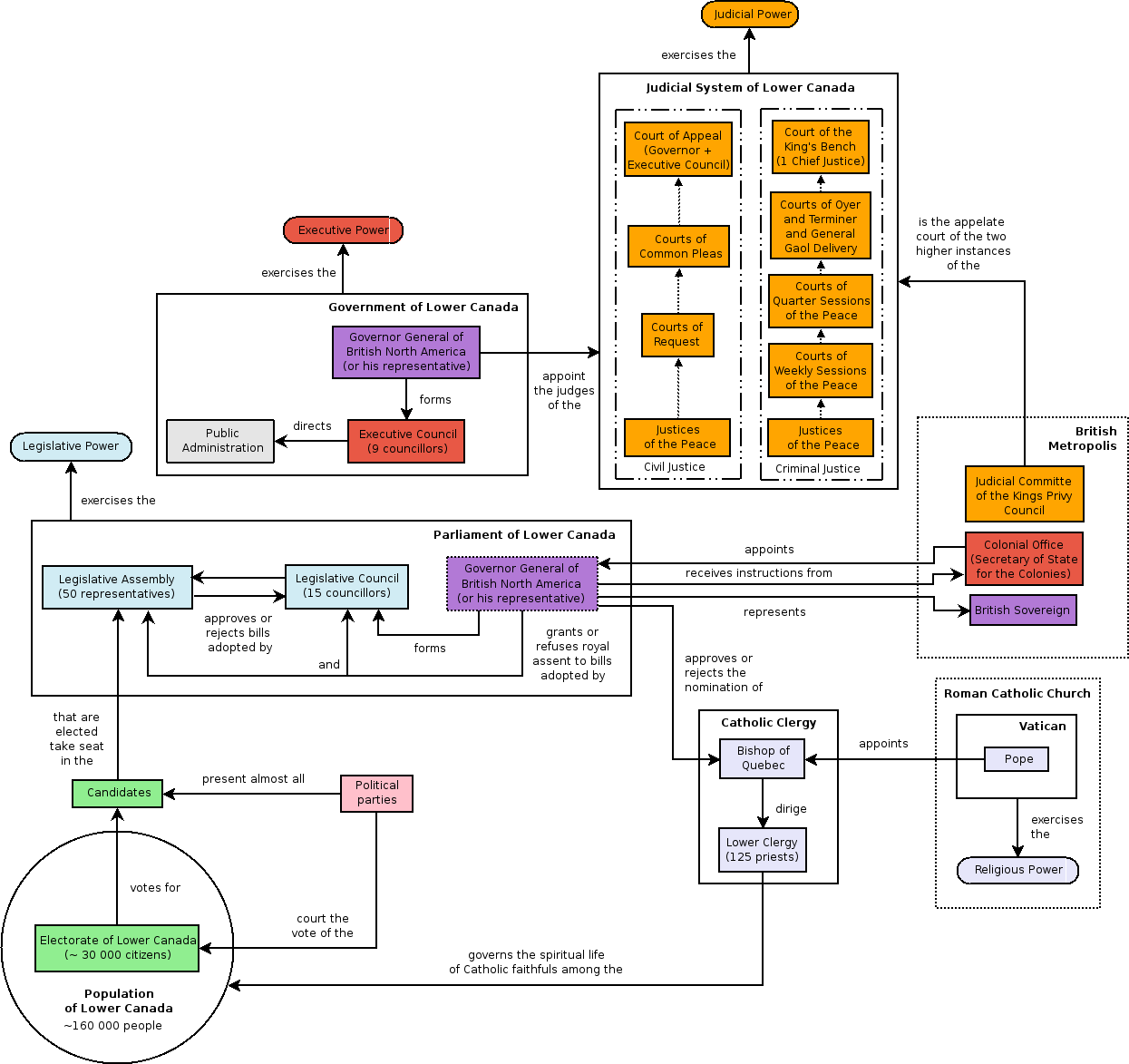
دستور كندا السفلى عام 1791

ورثت مقاطعة كندا السفلى المجموعة المختلطة من المؤسسات الفرنسية والإنجليزية التي كانت موجودة في مقاطعة كيبيك خلال الفترة 1763-1791 والتي استمرت في الوجود لاحقًا في كندا الشرقية (1841-1867) وفي نهاية المطاف في مقاطعة كيبيك الحالية (منذ 1867).

## تعداد السكان
كانت كندا السفلى مأهولة بشكل أساسي من قبل الكنديين ، وهي مجموعة عرقية تعود أصولها إلى المستعمرين الفرنسيين الذين استقروا في كندا منذ القرن السابع عشر فصاعدًا.
| عام  | تقدير التعداد |
| ---- | ------------- |
| 1806 | 250000        |
| 1814 | 335000        |
| 1822 | 427465        |
| 1825 | 479288        |
| 1827 | 473475        |
| 1831 | 553134        |
| 1841 | 650.000       |

## وسائل النقل

تظهر علامة المسار الحالية على طول Chemin

كان السفر حول كندا السفلى عن طريق المياه بشكل رئيسي على طول نهر سانت لورانس . على الأرض، كان الطريق الوحيد للمسافات الطويلة هو طريق Chemin du Roy أو King's Highway ، الذي شيدته فرنسا الجديدة في ثلاثينيات القرن الثامن عشر. كان طريق الملك السريع، بالإضافة إلى طريق البريد، الوسيلة الأساسية لسفر الركاب لمسافات طويلة حتى بدأت القوارب البخارية (1815) والسكك الحديدية (1850) في تحدي الطريق الملكي. تضاءلت أهمية الطريق الملكي بعد الخمسينيات من القرن التاسع عشر ولن تعود إلى الظهور كوسيلة رئيسية للنقل حتى تم إنشاء نظام الطرق السريعة الحديثة في كيبيك في القرن العشرين.